# Selfish Machines Tour
Die Selfish Machines Tour ist eine Zusammensetzung mehrerer nationaler und internationaler Konzertreisen der US-amerikanischen Post-Hardcore-Band Pierce the Veil aus San Diego, Kalifornien. Die Konzertreisen dienten zur Bewerbung des im Juni 2010 erschienenen zweiten Studioalbums Selfish Machines. Die Tournee begann mit dem Auftritt auf der Warped Tour am 25. Juni 2010 und endete am 16. Dezember 2011 mit der No Guts No Glory Tour, welche durch die Vereinigten Staaten führte. Erstmals führte die Tournee auch durch Australien, Japan und dem europäischen Festland. Insgesamt spielte die Gruppe 216 Konzerte auf der gesamten Tour – einzelne Festivalauftritte ausgenommen.

## Hintergrund und Tourverlauf
Die Konzertreisen der Selfish Machines Tour wurden organisiert um das zweite Studioalbum der Band, Selfish Machines, welches am 21. Juni 2010 über Equal Vision Records auf dem Markt gebracht wurde, auf nationaler und internationaler Ebene zu bewerben.
Den Auftakt dieser Tournee bildete die Warped Tour, die zwischen dem 25. Juni und 15. August 2010 stattfand und durch die Vereinigten Staaten und Kanada führte. Die Gruppe spielte auf der kompletten Warped Tour auf der Altec Lansing Stage (gesponsert von Altec Lansing) unter anderem mit Hey Monday, Breathe Carolina, Parkway Drive, You Me at Six und Suicide Silence.
Zwischen dem 9. und 19. September 2010 folgte die Take Action Tour, die in Australien und Neuseeland stattfand. Begleitet wurde die Gruppe von Attack! Attack! und Dream On, Dreamer. Knapp drei Wochen später folgte zwischen dem 8. und 11. Oktober 2010 die Versus Tour, welche durch Japan führte. Headliner war die Screamo-Band Confide. Weitere Gruppen, die auf der Versus Tour spielten, waren Bury Tomorrow, Crossfaith und Lost. Genau einen Monat nach der Japan-Tournee folgte abschließend für das Jahr 2010 die This Is a Family Tour, die erneut von Attack! Attack! begleitet wurde und durch die Vereinigten Staaten führte. Weitere Gruppen auf dieser Tour waren Emmure, Of Mice & Men und In Fear and Faith. Emmure stießen allerdings erst zum 21. November 2010 zur Tour hinzustieß.
Die erste Konzertreise des Jahres 2011 begann am 7. Januar und endete am 25. Januar. Die Winterizer Tour führte abermals lediglich durch die USA. Weitere Gruppen auf dieser Konzertreise waren The Chariot, Silverstein, Miss May I und A Bullet for Pretty Boy. Drei Tage darauf, am 28. Januar 2011, spielte Pierce the Veil mit Bayside als Vorgruppe für A Day to Remember eine Tournee durch Europa. Ab Februar spielten auch Adept zur Konzertreise. Erstmals spielte die Gruppe auch auf dem europäischen Festland. Zwischen dem 10. März und dem 18. April 2011 folgte die Gamechangers Tour bei der Pierce the Veil gemeinsam mit Bring Me the Horizon und We Came as Romans erneut als Vorgruppe für A Day to Remember spielte. Ende April tourte die Band erneut durch Australien, dieses Mal mit Escape the Fate im Rahmen der Dead Masquerade Down Under Tour.
Eine zweite Europatournee folgte zwischen dem 28. September und dem 20. Oktober 2011. Diese absolvierte die Gruppe mit Blessthefall und Motionless in White. Den Abschluss der Selfish Machines Tour bildete die No Guts No Glory Tour, die am 8. November 2011 begann und am 16. Dezember 2011 endete. Begleitet wurde die Gruppe auf dieser Tour von The Amity Affliction, letlive, Woe, Is Me und Miss May I. Auch spielte Pierce the Veil auf mehreren Musikfestivals, wie etwa dem SXSW und dem Never Say Never Festival.
Vom 4. bis 11. September 2011 sollte eine Südamerika-Konzertreise mit Konzerte in Mexiko, Chile, Brasilien und Argentinien, als Vorband für Sum 41 stattfinden. Allerdings wurden alle Termine abgesagt werden, da Sum 41-Sänger Deryck Whibley seit August trotz eines Bandscheibenvorfalls – entgegen der Meinung seiner Ärzte – Konzerte gespielt hat. Allerdings verschlimmerte sich die Verletzung, sodass die Musiker gezwungen waren mehrere Tourneen – darunter auch die Konzerte in Südamerika – ausfallen zu lassen. Bei der Südamerika-Tour sollten auch Attack! Attack! und Four Year Strong auftreten.

## Vorbands
- u. a. Hey Monday, Breathe Carolina, Suicide Silence, Parkway Drive und You Me at Six (Warped Tour, 25. Juni – 15. August 2010, 43 Konzerte)[1][2]
- Attack! Attack!, Dream On, Dreamer (Take Action Tour, 9. – 19. September 2010, 10 Konzerte)[3]
- Confide, Bury Tomorrow, Crossfaith, Lost (Versus Tour, 8. – 11. Oktober 2010, 4 Konzerte)[3]
- Attack! Attack!, Emmure (ab 21. November), Of Mice & Men, In Fear and Faith (This Is a Family Tour, 11. November – 19. Dezember 2010, 34 Konzerte)[4]
- The Chariot, Silverstein, Miss May I, A Bullet for Pretty Boy (Winterizer Tour, 7. – 25. Januar 2011, 15 Konzerte)[5]
- A Day to Remember, Bayside, Adept (ab Februar) (What Separates Me from You UK/EU Tour, 29. Januar – 22. Februar 2011, 21 Konzerte)[6][7][8]
- A Day to Remember, Bring Me the Horizon, We Came as Romans (The Gamechangers Tour, 10. März – 18. April 2011, 29 Konzerte)[9]
- Escape the Fate (The Dead Masquerade Down Under Tour, 24. April – 1. Mai 2011, 6 Konzerte)
- Blessthefall, Motionless in White (Europe Fall Tour, 28. September – 20. Oktober 2011, 22 Konzerte)[12]
- The Amity Affliction, Woe, Is Me, letlive., Miss May I (No Guts No Glory Tour, 8. November – 16. Dezember 2011, 32 Konzerte)[13]

## Tourdaten

### Warped Tour
| Datum           | Stadt                       | Land               | Veranstaltungsort      |
| --------------- | --------------------------- | ------------------ | ---------------------- |
| 25. Juni 2010   | Carson, Kalifornien         | Vereinigte Staaten | Home Depot Center      |
| 26. Juni 2010   | Mountain View, Kalifornien  | Vereinigte Staaten | Shoreline Amphitheatre |
| 27. Juni 2010   | Chico, Kalifornien          | Vereinigte Staaten | Senator Theatre        |
| 29. Juni 2010   | San Diego, Kalifornien      | Vereinigte Staaten | House of Blues         |
| 30. Juni 2010   | Tucson, Arizona             | Vereinigte Staaten | Rialto Theatre         |
| 01. Juli 2010   | Las Vegas, Nevada           | Vereinigte Staaten | House of Blues         |
| 02. Juli 2010   | Salt Lake City, Utah        | Vereinigte Staaten | In the Venue           |
| 03. Juli 2010   | Denver, Colorado            | Vereinigte Staaten | Fillmore               |
| 05. Juli 2010   | Milwaukee, Wisconsin        | Vereinigte Staaten | Eagles Ballroom        |
| 06. Juli 2010   | Cincinnati, Ohio            | Vereinigte Staaten | Bogart's               |
| 07. Juli 2010   | Rochester, New York         | Vereinigte Staaten | Armory                 |
| 08. Juli 2010   | Worcester, Massachusetts    | Vereinigte Staaten | Palladium              |
| 09. Juli 2010   | Mississauga, Ontario        | Kanada             | Arrow Hall             |
| 10. Juli 2010   | Montreal, Québec            | Kanada             | Parc Jean-Drapeau      |
| 11. Juli 2010   | Clifton Park, New York      | Vereinigte Staaten | Northern Lights        |
| 13. Juli 2010   | New York City, New York     | Vereinigte Staaten | Nokia                  |
| 14. Juli 2010   | Seyreville, New Jersey      | Vereinigte Staaten | Starland               |
| 15. Juli 2010   | Philadelphia, Pennsylvania  | Vereinigte Staaten | Electric Factory       |
| 16. Juli 2010   | Baltimore, Maryland         | Vereinigte Staaten | Rams Head Live         |
| 17. Juli 2010   | Columbus, Ohio              | Vereinigte Staaten | Newport                |
| 18. Juli 2010   | Cleveland, Ohio             | Vereinigte Staaten | Agora Theatre          |
| 20. Juli 2010   | Detroit, Michigan           | Vereinigte Staaten | Fillmore               |
| 21. Juli 2010   | St. Louis, Montana          | Vereinigte Staaten | Pageant                |
| 22. Juli 2010   | Chicago, Illinois           | Vereinigte Staaten | Aragon                 |
| 23. Juli 2010   | Minneapolis, Minnesota      | Vereinigte Staaten | Myth                   |
| 24. Juli 2010   | Kansas City, Missouri       | Vereinigte Staaten | Beaumont Club          |
| 25. Juli 2010   | Ft. Lauderdale, Florida     | Vereinigte Staaten | Revolution             |
| 26. Juli 2010   | Orlando, Florida            | Vereinigte Staaten | Hard Rock              |
| 28. Juli 2010   | Atlanta, Georgia            | Vereinigte Staaten | Tabernacle             |
| 29. Juli 2010   | Houston, Texas              | Vereinigte Staaten | Verizon                |
| 30. Juli 2010   | San Antonio, Texas          | Vereinigte Staaten | Sunset Station         |
| 31. Juli 2010   | Dallas, Texas               | Vereinigte Staaten | Palladium Ballroom     |
| 01. August 2010 | Boise, Idaho                | Vereinigte Staaten | Knitting Factory       |
| 02. August 2010 | Portland, Oregon            | Vereinigte Staaten | Roseland               |
| 05. August 2010 | Edmonton, Alberta           | Kanada             | Northlands Park        |
| 07. August 2010 | Spokane, Washington         | Vereinigte Staaten | Knitting Factory       |
| 08. August 2010 | Vancouver, British Columbia | Vereinigte Staaten | Commodore              |
| 10. August 2010 | Calgary, Alberta            | Vereinigte Staaten | MacEwan Hall           |
| 11. August 2010 | Edmonton, Alberta           | Vereinigte Staaten | Event Centre           |
| 12. August 2010 | Saskatoon, Saskatchewan     | Vereinigte Staaten | Odeon                  |
| 13. August 2010 | Winnipeg, Manitoba          | Vereinigte Staaten | Burton Cummings        |
| 14. August 2010 | Toronto, Ontario            | Vereinigte Staaten | Kool Haus              |
| 15. August 2010 | Montreal, Québec            | Vereinigte Staaten | Metropolis             |

### Take Action Tour
| Datum              | Stadt                                  | Land       | Veranstaltungsort                 |
| ------------------ | -------------------------------------- | ---------- | --------------------------------- |
| 09. September 2010 | Auckland                               | Neuseeland | Ellen Melville Hall               |
| 10. September 2010 | Adelaide, South Australia              | Australien | Fowlers live                      |
| 11. September 2010 | Richmond, Victoria                     | Australien | Corner Hotel                      |
| 12. September 2010 | Richmond, Victoria                     | Australien | Corner Hotel                      |
| 14. September 2010 | Greenway, Australian Capital Territory | Australien | Tuggeranong Youth Centre          |
| 15. September 2010 | Merrickville, New South Wales          | Australien | Factory Theatre                   |
| 16. September 2010 | Wyong, New South Wales                 | Australien | Oasis                             |
| 17. September 2010 | Gold Coast, Queensland                 | Australien | Albert Waterways Community Centre |
| 18. September 2010 | Brisbane, Queensland                   | Australien | The HiFi                          |
| 19. September 2010 | Brisbane, Queensland                   | Australien | The HiFi                          |

### Versus Tour
| Datum            | Stadt                  | Land  | Veranstaltungsort |
| ---------------- | ---------------------- | ----- | ----------------- |
| 08. Oktober 2010 | Osaka, Präfektur Osaka | Japan | Club Drop         |
| 09. Oktober 2010 | Nagoya, Aichi-ken      | Japan | Rad               |
| 10. Oktober 2010 | Musashino City, Tokio  | Japan | Club Seata        |
| 11. Oktober 2010 | Akihabara, Tokio       | Japan | Tower Records     |

### This Is a Family Tour
| Datum             | Stadt                      | Land               | Veranstaltungsort |
| ----------------- | -------------------------- | ------------------ | ----------------- |
| 11. November 2010 | Cleveland, Ohio            | Vereinigte Staaten | House of Blues    |
| 12. November 2010 | Detroit, Michigan          | Vereinigte Staaten | St. Andrews       |
| 13. November 2010 | Chicago, Illinois          | Vereinigte Staaten | House of Blues    |
| 14. November 2010 | Minneapolis, Minnesota     | Vereinigte Staaten | Cabooze           |
| 16. November 2010 | Denver, Colorado           | Vereinigte Staaten | Gothic            |
| 17. November 2010 | Salt Lake City, Utah       | Vereinigte Staaten | The Complex       |
| 19. November 2010 | Seattle, Washington        | Vereinigte Staaten | El Corazon        |
| 20. November 2010 | Portland, Oregon           | Vereinigte Staaten | Hawthorne Theater |
| 21. November 2010 | Sacramento, Kalifornien    | Vereinigte Staaten | Tropicana         |
| 22. November 2010 | Fresno, Kalifornien        | Vereinigte Staaten | Rainbow Ballroom  |
| 23. November 2010 | San Francisco, Kalifornien | Vereinigte Staaten | Grand Ballroom    |
| 24. November 2010 | Los Angeles, Kalifornien   | Vereinigte Staaten | House of Blues    |
| 26. November 2010 | Pomona, Kalifornien        | Vereinigte Staaten | Fox Theatre       |
| 27. November 2010 | San Diego, Kalifornien     | Vereinigte Staaten | SOMA Sidestage    |
| 28. November 2010 | Phoenix, Arizona           | Vereinigte Staaten | Marquee Theater   |
| 30. November 2010 | Dallas, Texas              | Vereinigte Staaten | House of Blues    |
| 01. Dezember 2010 | San Antonio, Texas         | Vereinigte Staaten | White Rabbit      |
| 02. Dezember 2010 | Houston, Texas             | Vereinigte Staaten | House of Blues    |
| 03. Dezember 2010 | New Orleans, Louisiana     | Vereinigte Staaten | House of Blues    |
| 04. Dezember 2010 | Tallahassee, Florida       | Vereinigte Staaten | Floyds            |
| 05. Dezember 2010 | Orlando, Florida           | Vereinigte Staaten | Firestone         |
| 07. Dezember 2010 | Ft. Lauderdale, Florida    | Vereinigte Staaten | Revolution        |
| 08. Dezember 2010 | Tampa, Florida             | Vereinigte Staaten | Jannus            |
| 09. Dezember 2010 | Atlanta, Georgia           | Vereinigte Staaten | Masquerade        |
| 10. Dezember 2010 | Raleigh, North Carolina    | Vereinigte Staaten | Lincoln Theater   |
| 11. Dezember 2010 | Norfolk, Virginia          | Vereinigte Staaten | Norva             |
| 12. Dezember 2010 | Philadelphia, Pennsylvania | Vereinigte Staaten | TLA               |
| 13. Dezember 2010 | Philadelphia, Pennsylvania | Vereinigte Staaten | TLA               |
| 14. Dezember 2010 | Baltimore, Maryland        | Vereinigte Staaten | Bourbon St.       |
| 15. Dezember 2010 | Boston, Massachusetts      | Vereinigte Staaten | House of Blues    |
| 16. Dezember 2010 | New York City, New York    | Vereinigte Staaten | Irving            |
| 17. Dezember 2010 | New York City, New York    | Vereinigte Staaten | Irving            |
| 18. Dezember 2010 | Seyreville, New Jersey     | Vereinigte Staaten | Starland Ballroom |
| 19. Dezember 2010 | Cincinnati, Ohio           | Vereinigte Staaten | Bogarts           |

### The Winterizer Tour
| Datum           | Stadt                      | Land               | Veranstaltungsort            |
| --------------- | -------------------------- | ------------------ | ---------------------------- |
| 07. Januar 2011 | Clifton Park, New York     | Vereinigte Staaten | Northern Lights              |
| 08. Januar 2011 | Allentown, Pennsylvania    | Vereinigte Staaten | Crocodile Rock               |
| 11. Januar 2011 | Toledo, Ohio               | Vereinigte Staaten | Headliners                   |
| 12. Januar 2011 | Madison, Wisconsin         | Vereinigte Staaten | Majestic Theatre             |
| 13. Januar 2011 | Palatine, Illinois         | Vereinigte Staaten | Durty Nellie's               |
| 14. Januar 2011 | Iowa City, Iowa            | Vereinigte Staaten | Blue Moose Tap House         |
| 15. Januar 2011 | Springfield, Missouri      | Vereinigte Staaten | Remmingtons Downtown         |
| 16. Januar 2011 | Tulsa, Oklahoma            | Vereinigte Staaten | The Marquee Theatre          |
| 18. Januar 2011 | Albuquerque, New Mexico    | Vereinigte Staaten | Sunshine Theater             |
| 19. Januar 2011 | Tucson, Arizona            | Vereinigte Staaten | The Rock                     |
| 20. Januar 2011 | Las Vegas, Nevada          | Vereinigte Staaten | Hard Rock Café – Vegas Strip |
| 21. Januar 2011 | Pomona, Kalifornien        | Vereinigte Staaten | The Glasshouse               |
| 22. Januar 2011 | Orangevale, Kalifornien    | Vereinigte Staaten | The Boardwalk                |
| 23. Januar 2011 | Reno, Nevada               | Vereinigte Staaten | Knitting Factory             |
| 25. Januar 2011 | Colorado Springs, Colorado | Vereinigte Staaten | Black Sheep                  |

### What Separates Me from You Tour
| Datum            | Stadt      | Land            | Veranstaltungsort    |
| ---------------- | ---------- | --------------- | -------------------- |
| 28. Januar 2011  | Glasgow    | Schottland      | Academy              |
| 29. Januar 2011  | Dublin     | Republik Irland | Academy              |
| 30. Januar 2011  | Manchester | England         | Apollo               |
| 01. Februar 2011 | Newcastle  | England         | Academy 1            |
| 02. Februar 2011 | Birmingham | England         | Academy              |
| 03. Februar 2011 | Bristol    | England         | Academy              |
| 04. Februar 2011 | Brighton   | England         | Dome                 |
| 05. Februar 2011 | London     | England         | Brixton Academy      |
| 08. Februar 2011 | Brüssel    | Belgien         | AB                   |
| 09. Februar 2011 | Amsterdam  | Niederlande     | Melkweg              |
| 10. Februar 2011 | Paris      | Frankreich      | Le Nouveau Casino    |
| 11. Februar 2011 | Lyon       | Frankreich      | CCO                  |
| 12. Februar 2011 | Barcelona  | Spanien         | Bikini               |
| 14. Februar 2011 | Bologna    | Italien         | Vidia Club/Eastragon |
| 15. Februar 2011 | Zürich     | Schweiz         | Dynamo               |
| 16. Februar 2011 | München    | Deutschland     | Theaterfabrik        |
| 17. Februar 2011 | Stuttgart  | Deutschland     | LKA Longhorn         |
| 18. Februar 2011 | Köln       | Deutschland     | Essigfabrik          |
| 19. Februar 2011 | Hamburg    | Deutschland     | Große Freiheit 36    |
| 20. Februar 2011 | Berlin     | Deutschland     | Huxleys              |
| 22. Februar 2011 | Münster    | Deutschland     | Skaters Palace       |

### Gamechangers Tour
| Datum          | Stadt                       | Land               | Veranstaltungsort                        |
| -------------- | --------------------------- | ------------------ | ---------------------------------------- |
| 10. März 2011  | Philadelphia, Pennsylvania  | Vereinigte Staaten | The Electric Factory                     |
| 11. März 2011  | Philadelphia, Pennsylvania  | Vereinigte Staaten | The Electric Factory                     |
| 13. März 2011  | Worcester, Massachusetts    | Vereinigte Staaten | The Palladium                            |
| 16. März 2011  | Pittsburgh, Pennsylvania    | Vereinigte Staaten | Stage AE                                 |
| 18. März 2011  | Niagara Falls, New York     | Vereinigte Staaten | Rapids Theatre                           |
| 19. März 2011  | Montreal, Québec            | Kanada             | Metropolis                               |
| 20. März 2011  | Toronto, Ontario            | Kanada             | The Sound Academy                        |
| 22. März 2011  | Royal Oak, Michigan         | Vereinigte Staaten | Royal Oak Music Theatre                  |
| 24. März 2011  | Chicago, Illinois           | Vereinigte Staaten | Congress Theatre                         |
| 25. März 2011  | Minneapolis, Minnesota      | Vereinigte Staaten | Epic                                     |
| 26. März 2011  | Kansas City, Missouri       | Vereinigte Staaten | Beaumont Club                            |
| 27. März 2011  | Denver, Colorado            | Vereinigte Staaten | The Fillmore Auditorium                  |
| 29. März 2011  | Magna, Utah                 | Vereinigte Staaten | State Theatre                            |
| 30. März 2011  | Spokane, Washington         | Vereinigte Staaten | The Knitting Factory                     |
| 31. März 2011  | Seattle, Washington         | Vereinigte Staaten | Showbox SoDo                             |
| 01. April 2011 | Vancouver, British Columbia | Kanada             | Vogue Theatre                            |
| 02. April 2011 | Portland, Oregon            | Vereinigte Staaten | Roseland Theater                         |
| 03. April 2011 | San Francisco, Kalifornien  | Vereinigte Staaten | Warfield Theatre                         |
| 05. April 2011 | Fresno, Kalifornien         | Vereinigte Staaten | Woodward Park Amphitheater               |
| 06. April 2011 | Hollywood, Kalifornien      | Vereinigte Staaten | Hollywood Palladium                      |
| 07. April 2011 | San Diego, Kalifornien      | Vereinigte Staaten | Valley View Casino Center                |
| 08. April 2011 | Tempe, Arizona              | Vereinigte Staaten | Marquee Theatre                          |
| 09. April 2011 | Tempe, Arizona              | Vereinigte Staaten | Marquee Theatre                          |
| 11. April 2011 | Tulsa, Oklahoma             | Vereinigte Staaten | The Brady Theater                        |
| 12. April 2011 | Austin, Texas               | Vereinigte Staaten | Austin City Limits live at Moody Theater |
| 13. April 2011 | Houston, Texas              | Vereinigte Staaten | Warehouse Live                           |
| 15. April 2011 | Atlanta, Georgia            | Vereinigte Staaten | The Masquerade (Open-Air-Konzert)        |
| 18. April 2011 | St. Petersburg, Florida     | Vereinigte Staaten | Jannus Live                              |

### Dead Masquerade Down Under Tour
| Datum          | Stadt                     | Land       | Veranstaltungsort          |
| -------------- | ------------------------- | ---------- | -------------------------- |
| 24. April 2011 | Perth, Western Australia  | Australien | Astor Theatre              |
| 26. April 2011 | Adelaide, South Australia | Australien | HQ                         |
| 27. April 2011 | Melbourne, Victoria       | Australien | Billboard (18+ Show)       |
| 28. April 2011 | Melbourne, Victoria       | Australien | Billboard (Under 18 Show)  |
| 30. April 2011 | Sydney, New South Wales   | Australien | UNSW Roundhouse            |
| 01. Mai 2011   | Brisbane, Queensland      | Australien | The Tivoli (All Ages Show) |

### Europe Fall Tour
| Datum              | Stadt               | Land                  | Veranstaltungsort |
| ------------------ | ------------------- | --------------------- | ----------------- |
| 28. September 2011 | Amsterdam           | Niederlande           | Melkweg           |
| 29. September 2011 | Antwerpen           | Belgien               | Academy           |
| 30. September 2011 | Köln                | Deutschland           | Underground       |
| 01. Oktober 2011   | Münster             | Deutschland           | Sputnikhalle      |
| 02. Oktober 2011   | Hamburg             | Deutschland           | Hafenklang        |
| 03. Oktober 2011   | Berlin              | Deutschland           | Magnet            |
| 04. Oktober 2011   | Frankfurt am Main   | Deutschland           | Nachtleben 280    |
| 05. Oktober 2011   | Prag                | Tschechische Republik | Lucerna Music Bar |
| 06. Oktober 2011   | Wien                | Österreich            | Szene             |
| 07. Oktober 2011   | München             | Deutschland           | Backstage         |
| 08. Oktober 2011   | Pinerella di Cervia | Italien               | RockPlanet Club   |
| 09. Oktober 2011   | Rom                 | Italien               | traffic           |
| 11. Oktober 2011   | Zürich              | Schweiz               | Dynamo            |
| 12. Oktober 2011   | Stuttgart           | Deutschland           | Roehre            |
| 13. Oktober 2011   | Luxemburg           | Luxemburg             | Kulturfabrik      |
| 14. Oktober 2011   | Paris               | Frankreich            | Maroquinerie      |
| 15. Oktober 2011   | London              | England               | Garage            |
| 16. Oktober 2011   | Oxford              | England               | Academy 2         |
| 17. Oktober 2011   | Birmingham          | England               | Academy 2         |
| 18. Oktober 2011   | Manchester          | England               | Academy 3         |
| 19. Oktober 2011   | Newcastle           | England               | Academy 2         |
| 20. Oktober 2011   | Glasgow             | Schottland            | Cathouse          |

### No Guts No Glory Tour
| Datum             | Stadt                      | Land               | Veranstaltungsort      |
| ----------------- | -------------------------- | ------------------ | ---------------------- |
| 08. November 2011 | San Francisco, Kalifornien | Vereinigte Staaten | Regency Ballroom       |
| 09. November 2011 | Sacramento, Kalifornien    | Vereinigte Staaten | Ace of Spades          |
| 10. November 2011 | Los Angeles, Kalifornien   | Vereinigte Staaten | House of Blues         |
| 11. November 2011 | Pomona, Kalifornien        | Vereinigte Staaten | The Glasshouse         |
| 12. November 2011 | San Diego, Kalifornien     | Vereinigte Staaten | Soma Sidestage         |
| 13. November 2011 | Las Vegas, Nevada          | Vereinigte Staaten | Hard Rock Café         |
| 14. November 2011 | Mesa, Arizona              | Vereinigte Staaten | Nile Theatre           |
| 16. November 2011 | Tulsa, Oklahoma            | Vereinigte Staaten | Cain's Ballroom        |
| 18. November 2011 | Dallas, Texas              | Vereinigte Staaten | The Door               |
| 19. November 2011 | San Antonio, Texas         | Vereinigte Staaten | White Rabbit           |
| 20. November 2011 | Houston, Texas             | Vereinigte Staaten | Warehouse Live         |
| 21. November 2011 | New Orleans, Louisiana     | Vereinigte Staaten | House of Blues         |
| 23. November 2011 | St. Petersburg, Florida    | Vereinigte Staaten | State Theatre          |
| 25. November 2011 | Ft. Lauderdale, Florida    | Vereinigte Staaten | Culture Room           |
| 26. November 2011 | Orlando, Florida           | Vereinigte Staaten | Club at Firestone      |
| 27. November 2011 | Atlanta, Georgia           | Vereinigte Staaten | The Masquerade         |
| 28. November 2011 | Raleigh, North Carolina    | Vereinigte Staaten | Lincoln Theater        |
| 29. November 2011 | Norfolk, Virginia          | Vereinigte Staaten | The NorVa              |
| 30. November 2011 | Towson, Montana            | Vereinigte Staaten | The Recher Theatre     |
| 01. Dezember 2011 | Philadelphia, Pennsylvania | Vereinigte Staaten | Theatre of Living Arts |
| 02. Dezember 2011 | Worcester, Massachusetts   | Vereinigte Staaten | The Palladium          |
| 03. Dezember 2011 | New York City, New York    | Vereinigte Staaten | Irving Plaza           |
| 04. Dezember 2011 | Allentown, Pennsylvania    | Vereinigte Staaten | Crocodile Rock         |
| 06. Dezember 2011 | Columbus, Ohio             | Vereinigte Staaten | Newport Music Hall     |
| 07. Dezember 2011 | Cleveland, Ohio            | Vereinigte Staaten | Peabody's Down Under   |
| 08. Dezember 2011 | Detroit, Michigan          | Vereinigte Staaten | St. Andrews Hall       |
| 09. Dezember 2011 | Chicago, Illinois          | Vereinigte Staaten | The Bottom Lounge      |
| 10. Dezember 2011 | Minneapolis, Minnesota     | Vereinigte Staaten | Cabooze                |
| 12. Dezember 2011 | Denver, Colorado           | Vereinigte Staaten | The Summit Music Hall  |
| 13. Dezember 2011 | Salt Lake City, Utah       | Vereinigte Staaten | In the Venue           |
| 15. Dezember 2011 | Seattle, Washington        | Vereinigte Staaten | El Corazon             |
| 16. Dezember 2011 | Portland, Oregon           | Vereinigte Staaten | Hawthorne Theatre      |

### Abgesagte und verschobene Konzerte
| ursprüngliches Datum | Stadt             | Land        | Veranstaltungsgebäude                | Grund                                                          |
| -------------------- | ----------------- | ----------- | ------------------------------------ | -------------------------------------------------------------- |
| 04. September 2011   | Mexiko-Stadt      | Mexiko      | José Cuervo Salón                    | Verletzung bei Deryck Whibley von Sum 41 (Bandscheibenvorfall) |
| 06. September 2011   | Santiago de Chile | Chile       | Caupolican                           | Verletzung bei Deryck Whibley von Sum 41 (Bandscheibenvorfall) |
| 08. September 2011   | Curitiba          | Brasilien   | Master Hall                          | Verletzung bei Deryck Whibley von Sum 41 (Bandscheibenvorfall) |
| 09. September 2011   | Rio de Janeiro    | Brasilien   | Fundição Progresso                   | Verletzung bei Deryck Whibley von Sum 41 (Bandscheibenvorfall) |
| 10. September 2011   | São Paulo         | Brasilien   | Espaço Anchieta                      | Verletzung bei Deryck Whibley von Sum 41 (Bandscheibenvorfall) |
| 11. September 2011   | Buenos Aires      | Argentinien | Estadio Cubierto Malvinas Argentinas | Verletzung bei Deryck Whibley von Sum 41 (Bandscheibenvorfall) |